# 瓦尔特·弗林施
瓦尔特·弗林施（德語：Walter Flinsch，1903年2月7日—1943年2月3日），德国男子赛艇运动员。他曾代表德国参加1928年和1932年夏季奥林匹克运动会赛艇比赛，其中1932年奥运会获得一枚银牌。